# Zumbi dos Palmares
Zumbi, também conhecido como Zumbi dos Palmares (Serra da Barriga, 1655 – Serra Dois Irmãos, 20 de novembro de 1695), foi um líder quilombola brasileiro, o último dos líderes do Quilombo dos Palmares, o maior dos quilombos do período colonial. Zumbi nasceu na então Capitania de Pernambuco, em região hoje pertencente ao município de União dos Palmares, no estado de Alagoas.

## Etimologia
A palavra Zumbi ou Zambi, vem do termo zumbe, do idioma africano quimbundo, e significa fantasma, espectro, alma de pessoa falecida.

## Biografia

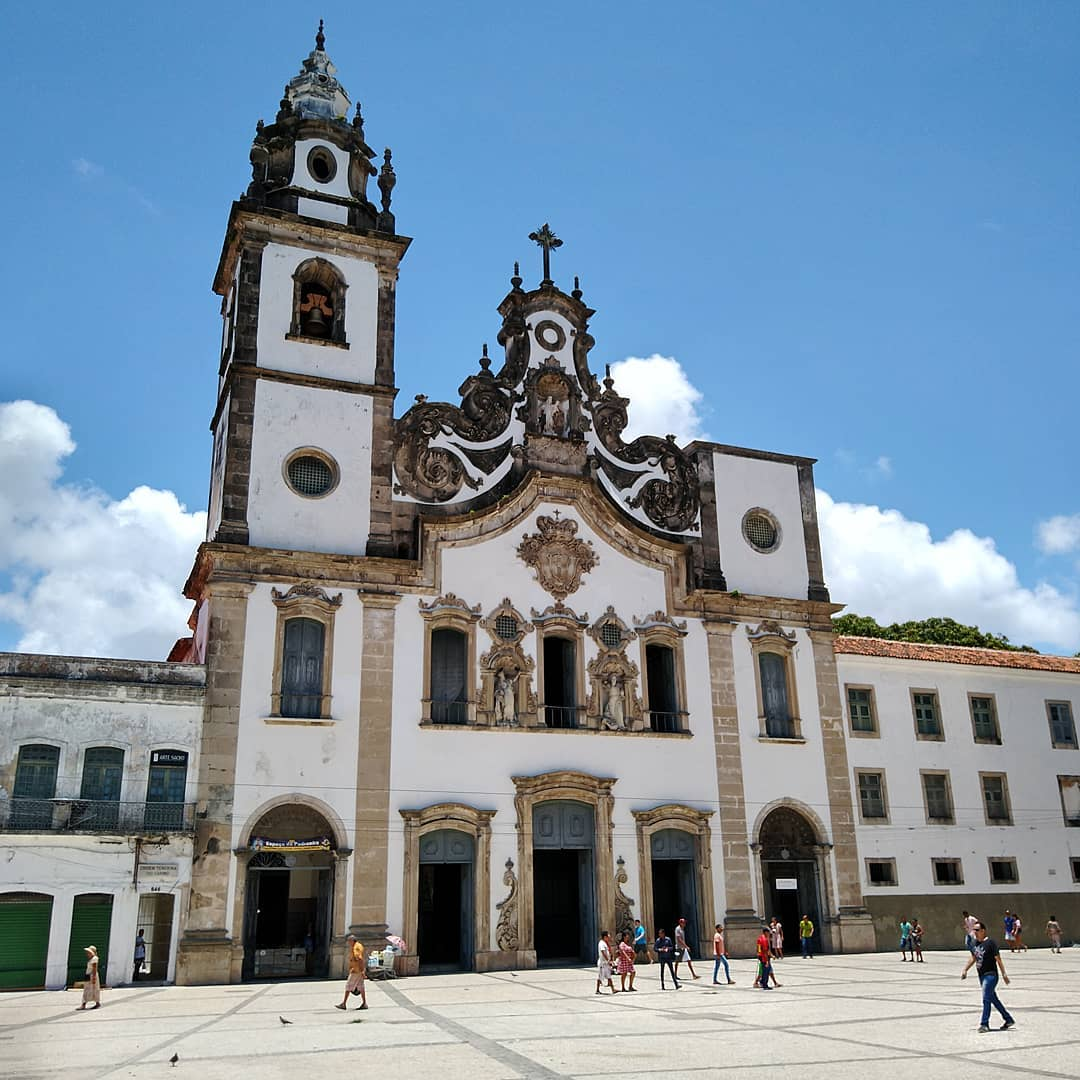
Pátio do Carmo, em Recife, capital de Pernambuco, local onde a cabeça de Zumbi dos Palmares ficou exposta até completa decomposição.

O Quilombo dos Palmares, localizado na Capitania de Pernambuco, atual região de União dos Palmares, Alagoas, era uma comunidade, um reino formado por escravos negros que haviam escapado das fazendas, prisões e senzalas brasileiras. Ele ocupava uma área próxima ao tamanho de Portugal. Naquele momento sua população alcançava por volta de trinta mil pessoas.
Zumbi nasceu na Serra da Barriga, Capitania de Pernambuco, atual União dos Palmares, Alagoas, livre, no ano de 1655, mas foi capturado e entregue ao padre missionário português Antônio Melo quando tinha aproximadamente seis anos. Foi batizado pela Igreja Católica com o nome de 'Francisco', Zumbi recebeu os sacramentos, aprendeu português e latim, e ajudava diariamente na celebração da missa.
Por volta de 1678, o governador da Capitania de Pernambuco, cansado do longo conflito com o Quilombo de Palmares, se aproximou do líder de Palmares, Ganga Zumba, com uma oferta de paz. Foi oferecida a liberdade para todos os escravos fugidos se o quilombo se submetesse à autoridade da Coroa Portuguesa; a proposta foi aceita pelo líder, mas Zumbi rejeitou a proposta do governador e desafiou a liderança de Ganga Zumba. Prometendo continuar a resistência contra a opressão portuguesa, Zumbi tornou-se o novo líder do quilombo de Palmares.
Quinze anos após Zumbi ter assumido a liderança, o bandeirante paulista Domingos Jorge Velho foi chamado para organizar a invasão do quilombo. Em 6 de fevereiro de 1694 a capital de Palmares foi destruída e Zumbi ferido. Apesar de ter sobrevivido, foi traído por António Soares, e surpreendido pelo capitão Furtado de Mendonça em seu reduto (talvez a Serra Dois Irmãos). Apunhalado, resiste, mas é morto com vinte guerreiros quase dois anos após a batalha, em 20 de novembro de 1695. Teve a cabeça cortada, salgada e levada ao governador Melo e Castro. Em Recife, foi exposta a cabeça em praça pública no Pátio do Carmo, visando desmentir a crença da população sobre a lenda da imortalidade de Zumbi.
Em 14 de março de 1696, o governador de Pernambuco Caetano de Melo e Castro escreveu ao Rei:
| “ | Determinei que pusessem sua cabeça em um poste no lugar mais público desta praça, para satisfazer os ofendidos e justamente queixosos e atemorizar os negros que supersticiosamente julgavam Zumbi um imortal, para que entendessem que esta empresa acabava de todo com os Palmares. | ” |

## Controvérsia sobre Zumbi e o Quilombo dos Palmares

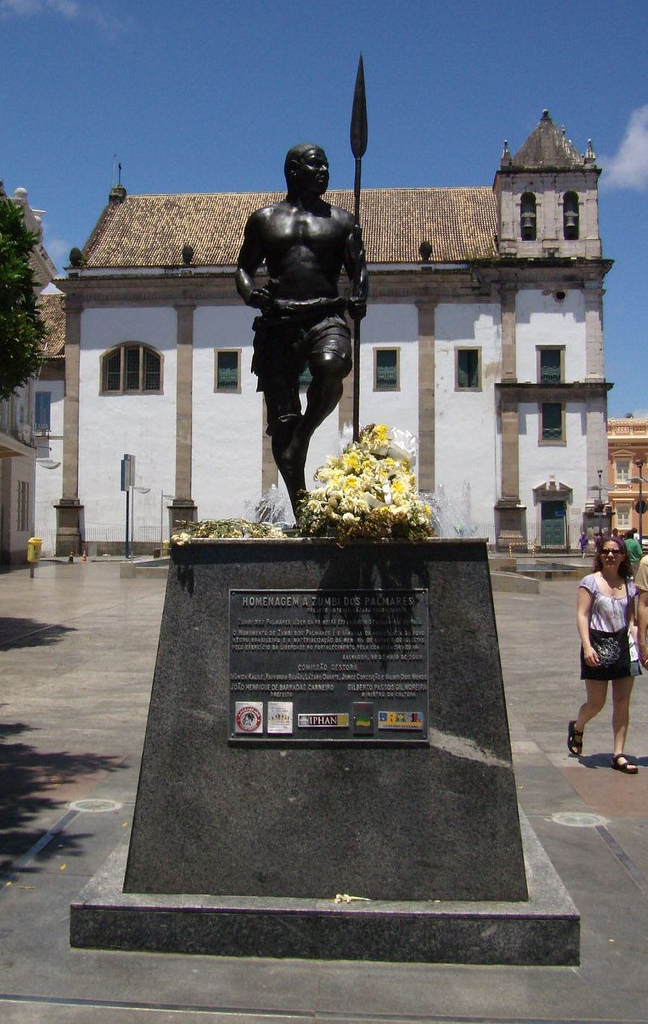
Monumento ao Zumbi em Salvador, Bahia.

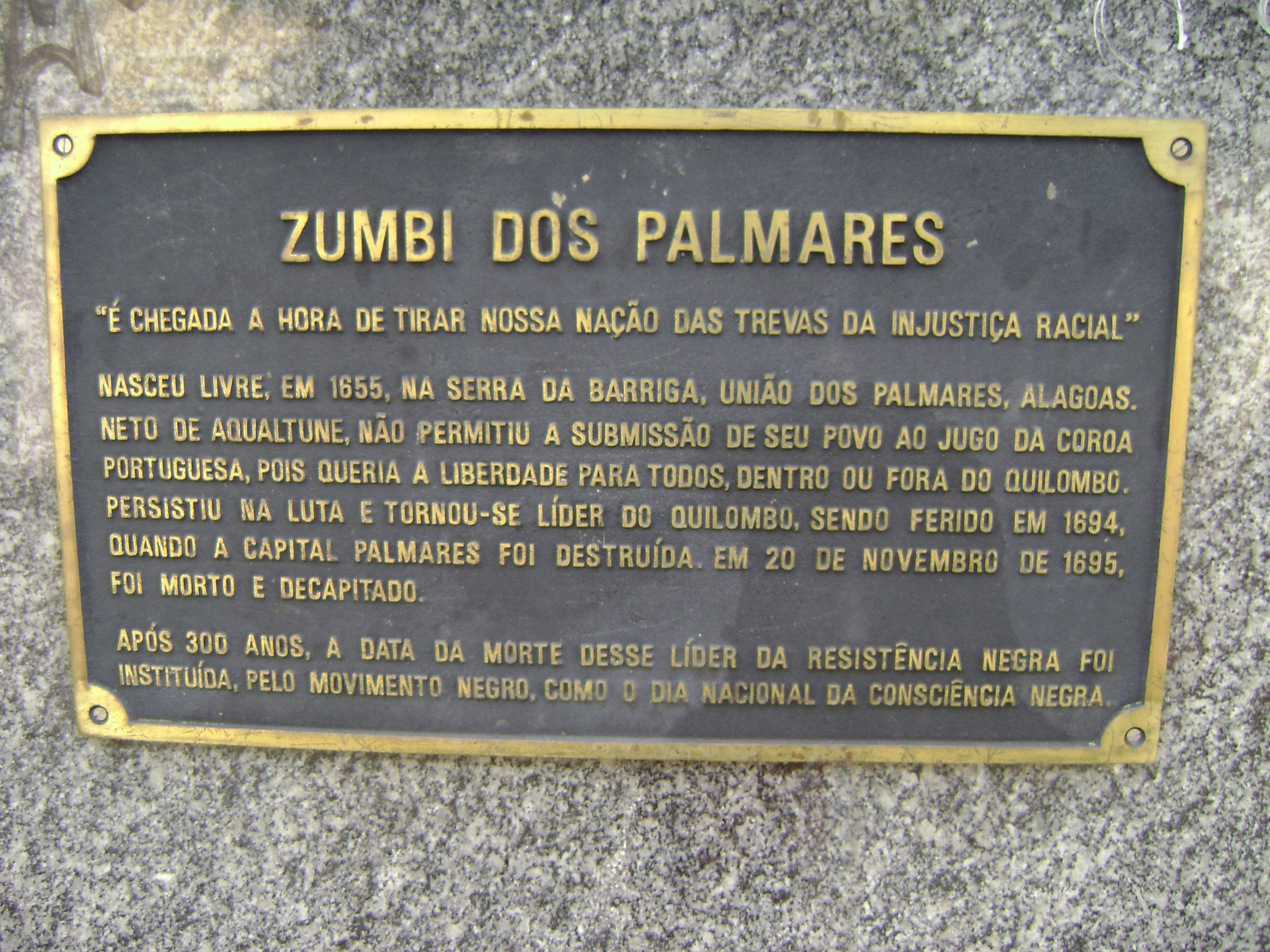
Placa da estátua de Zumbi dos Palmares

Por se tratar de um personagem do séc XVII cujo registros são esparços e escritos, na sua maioria, por seus inimigos de guerra, muitos mitos surgiram na figura do Zumbi.  

### Escravidão
A polêmica mais comentada é que Zumbi teria sido dono de escravos. Tal polêmica foi impulsinada pela publicação do livro Guia Politicamente Incorreto da História do Brasil e seu conteúdo foi muito criticado entre historiadores pela falta de evidências.
Não existe suporte documental confiável que indique a existência de escravidão em Palmares. As evidências de que isso teria acontecido consistem de pequenos trechos em relatos que afirmam que escravos que fugiam voluntariamente para os quilombos eram livres e aqueles que eram capturados eram escravos. Ou seja, é possível que houvesse escravos nos quilombos, mas provavelmente em formatos mais próximos da escravidão africana do que a escravidão colonial, predominante na época. A escravidão colonial era comercial, envolvia o tráfico de pessoas para produção de comodities e era condição, na maior parte das vezes, perpétua para os escravizados. Enquanto isso a escravidão africana possuía uma gradação enorme de formas de dependência e esses elementos não eram frequentes. 
Assim, teóricos do tema já interpretaram a prática dos quilombos como um conservadorismo africano, que mantinha as práticas culturais e sociais das regiões de origem da África. Assim, existem historiadores que defendem que Zumbi teria escravos. 

### Repressão e Execução de Fugitivos
Outra controvérsia que pode ser apontada é a prática de perseguição e execução dos negros que tentassem sair da comunidade ou comunicar com pessoas consideradas inimigas do quilombo. Tais afirmações encontram mais suporte na documentação. Existem relatos oficiais de assassinatos de quilombolas que tentaram fazer acordos de paz provavelmente não aprovadas pelas lideranças.

## Cronologia

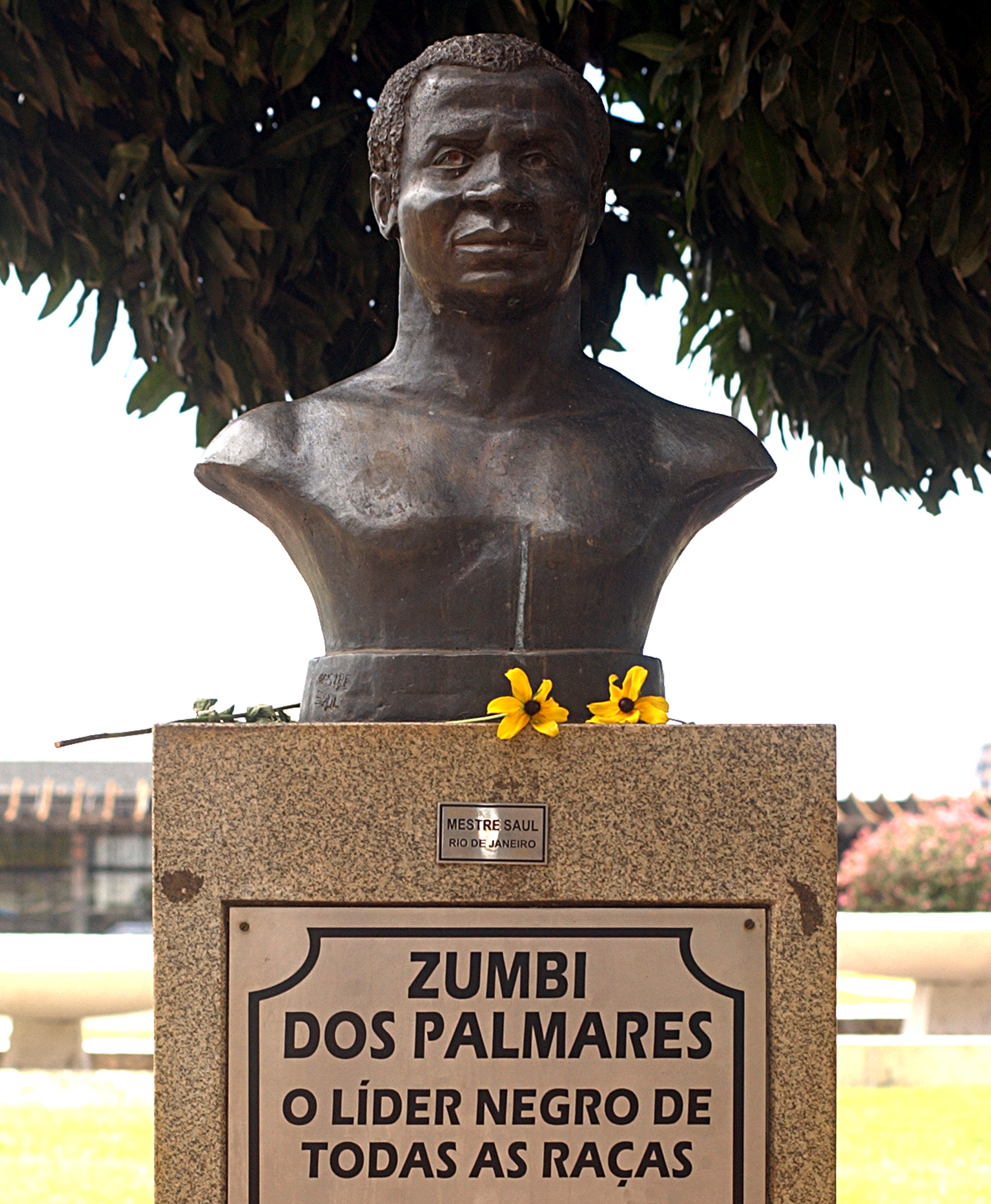
Busto de Zumbi dos Palmares em Brasília.

- Por volta de 1580: africanos de diversas etnias escravizados nos engenhos de açúcar das capitanias de Pernambuco e Bahia no então  Estado do Brasil, acompanhados de seus filhos nascidos na América (e que nunca tiveram contato com as culturas e as terras natais de seus pais e avós, exceto por relatos e histórias dos mesmos), fundam na região da Serra da Barriga, após fugir do cativeiro ao qual eram submetidos, o Quilombo dos Palmares. A população de Palmares em pouco tempo já contava com mais de 3 mil habitantes. As principais funções dos quilombos eram a subsistência e a proteção dos seus habitantes, e eram constantemente atacados por exércitos e milícias.
- 1630: Começam as invasões holandesas em Pernambuco, o que desorganiza a produção açucareira e facilita as fugas dos africanos escravizados e negros descendentes de africanos trazidos algumas gerações antes.
- 1644: Há uma grande tentativa holandesa de aniquilar o Quilombo de Palmares que, como nas investidas portuguesas anteriores, é repelida pelas defesas dos quilombolas.
- 1654: Os holandeses deixam o nordeste brasileiro.
- 1655: Nasce Zumbi, num dos mocambos de Palmares.
- 1670: Ganga Zumba, um ex-escravo que possivelmente chegou ao Brasil por volta de 1665 e que supostamente tinha nascido na nobreza do Reino do Congo na África, com um suposto parentesco com uma princesa chamada Aqualtune, assume a chefia do quilombo, então com mais de trinta mil habitantes.
- 1675: Na luta contra os soldados portugueses comandados pelo Sargento-mor Manuel Lopes, o jovem Zumbi revela-se um grande guerreiro e organizador militar. Neste ano, a tropa portuguesa comandada pelo Sargento-mor Manuel Lopes, depois de uma batalha sangrenta, ocupa um mocambo com mais de mil choupanas. Depois de uma retirada de cinco meses, os negros contra-atacam, entre eles Zumbi com apenas vinte anos de idade, e após um combate feroz, Manuel Lopes é obrigado a se retirar para Recife. Palmares se estendia então da margem esquerda do São Francisco até o Cabo de Santo Agostinho e tinha mais de duzentos quilômetros de extensão, era uma república com uma rede de onze mocambos, que se assemelhavam as cidades muradas medievais da Europa, mas no lugar das pedras havia paliçadas de madeira. O principal mocambo, o que foi fundado pelo primeiro grupo de escravos foragidos, ficava na Serra da Barriga e levava o nome de Cerca do Macaco. Duas ruas espaçosas com umas 1 500 choupanas e uns oito mil habitantes. Amaro, outro mocambo, tem 5 000. E há outros, como Sucupira, Tabocas, Zumbi, Osenga, Acotirene, Danbrapanga, Sabalangá, Andalaquituche.
- 1678: A Pedro de Almeida, governador da capitania de Pernambuco, mais interessava a submissão do que a destruição de Palmares, após inúmeros ataques com a destruição e incêndios de mocambos, eles eram reconstruídos, e passou a ser economicamente desinteressante, os habitantes dos mocambos faziam esteiras, vassouras, chapéus, cestos e leques com a palha das palmeiras. E extraiam óleo da noz de palma, as vestimentas eram feitas das cascas de algumas árvores, produziam manteiga de coco, plantavam milho, mandioca, legumes, feijão e cana e comercializavam seus produtos com pequenas povoações vizinhas, de brancos e mestiços. Sendo assim o governador propôs ao chefe Ganga Zumba a paz e a alforria para todos os quilombolas de Palmares. O realista e pragmático Ganga Zumba aceita, mas o idealista Zumbi é contra, não admite que alguns negros sejam libertos e outros continuem escravos. Além do mais estes negros tinham suas próprias crenças e quando chegaram ao Brasil tinham que abrir mão de sua cultura.
- 1680: Zumbi assume o lugar de Ganga Zumba em Palmares e comanda a resistência contra as tropas portuguesas. Ganga Zumba morre assassinado com veneno.
- 1694: Domingos Jorge Velho e Bernardo Vieira de Melo comandam o ataque final contra a Cerca do Macaco, principal mocambo de Palmares e onde Zumbi supostamente nasceu, cercada com três paliçadas cada uma defendida por mais de 200 homens armados, após 94 anos de resistência, sucumbiu ao exército português, e embora ferido, Zumbi consegue fugir.
- 1695, 20 de Novembro: Zumbi, então aos 40 anos, foi traído e denunciado por um antigo companheiro (Antonio Soares). Localizado pelo capitão Furtado de Mendonça, foi preso e morto, e sua cabeça foi cortada, salgada e levada ao governador Melo e Castro.[14] Ainda no mesmo ano, D. Pedro II de Portugal premia com cinquenta mil réis o capitão Furtado de Mendonça por "haver morto e cortado a cabeça do negro dos Palmares do Zumbi".[15]

## Tributo
Em 1995, a data de sua morte foi adotada como o dia da Consciência Negra. Em 2003,  foi incluída no calendário nacional escolar, em 2011, a Lei nº 12 519 instituiu oficialmente o Dia Nacional de Zumbi e da Consciência Negra, data comemorada em 832 dos 5 570 municípios brasileiros, portanto em menos de 15% dos municípios, e em 2024 passou a ser feriado nacional.O dia tem um significado especial para os negros brasileiros que reverenciam Zumbi como o herói que lutou pela liberdade e como um símbolo de liberdade. A data também consta do calendário de santos da Igreja Episcopal Anglicana do Brasil.
Hilda Dias dos Santos incentivou a criação do Memorial Zumbi dos Palmares.
Várias referências nas artes fazem tributo a seu nome:
- Canção composta por Edu Lobo e Vinicius de Moraes e popularizada por Elis Regina;
- "Arena conta Zumbi", musical escrito por Gianfrancesco Guarnieri e Augusto Boal em 1965, com música de Edu Lobo, direção de Augusto Boal e direção musical de Carlos Castilho. Estreou no Teatro Arena em 1º. de maio de 1965. A canção mencionada acima faz parte da trilha sonora do musical;
- Mencionado em diversas letras da banda Soulfly;
- Mencionado na canção "Ratamahatta", da banda Sepultura;
- Mencionado na canção "Apesar de Cigano", composta por Altay Veloso e Aladim Teixeira, e interpretada por Jorge Vercillo no álbum "Leve ";
- Seu nome é dado a um lutador no jogo feito em Adobe Flash: Capoeira Fighter 2;
- Quilombo, 1984, filme de Carlos Diegues sobre o Quilombo dos Palmares, ASIN B0009WIE8E;
- Gilberto Gil lançou um CD chamado "Z300 Anos de Zumbi";
- A banda de nome Chico Science & Nação Zumbi (atualmente é chamada somente de Nação Zumbi, após a morte do vocalista Chico Science);
- Canção de Jorge Ben Jor também cantada por Caetano Veloso nos CDs Noites do Norte e Noites do Norte Ao Vivo;
- Canção "300 anos" gravada por Alcione em 2007 (composta por Altay Veloso e Paulo César Feital);
- Nome do aeroporto de Maceió, Alagoas (Aeroporto Internacional Zumbi dos Palmares);
- Canção "Palmares 1999" feita por Natiruts;
- Canção da banda Vibrações — 1655-Zumbi;
- Homenageado em 2015 pela escola de samba Fusão do Samba, de Joinville, com o enredo "A Consciência Negra Volta a Sorrir: Valeu Zumbi!".